# Botswana
Botsuana ou Botswana, anteriormente Bechuana, oficialmente República do Botsuana (em inglês: Republic of Botswana; em tsuana: Lefatshe la Botswana), é um país sem costa marítima da África Austral.

## Etimologia
Os primeiros exploradores ocidentais, a partir do final do século XVIII, deram à região o nome de um povo local, chamando-a de Bechuanaland (em português, "Bechuanalândia"), "Bechuana" sendo a corruptela anglicizada de nome formado, na língua local, pelo prefixo bo (país) ou ba (povo) e pelo radical Tswana (nome de um povo soto dos bantos meridionais), acrescentado, pelos ingleses, do sufixo inglês land ("terra"). A designação colonial foi substituída pela forma oficial "Botswana" após a independência do país.

#### Aportuguesamentos e outras grafias
A forma vernácula do nome do país em português preconizada pelo Vocabulário Ortográfico Comum da Língua Portuguesa do Instituto Internacional da Língua Portuguesa, pelo Vocabulário Ortográfico da Língua Portuguesa e pelo Vocabulário Ortográfico da Língua Portuguesa da Porto Editora, bem como pelo Portal da Língua Portuguesa e pelos dicionários brasileiros Houaiss e Aurélio, pelo dicionário português Priberam, pelo Ministério das Relações Exteriores do Brasil e pela Comissão Europeia é "Botsuana" (substituindo o "w" da grafia original por "u" na forma em português). Por outro lado, a grafia original, "Botswana", também encontra respaldo em dicionaristas e em diferentes veículos de comunicação e autores lusófonos. Os gentílicos para o país são botsuano, botswano, botsuanense ou botsuanês, ademais das alternativas bechuano e botsuanense.

## História
A história do Botswana é marcada pela influência da África do Sul. Protetorado britânico desde 1885 com o nome de Bechuanalândia (em inglês, "Bechuanaland"), em 30 de setembro de 1966 a nação conquistou a independência e passa a se chamar "Botsuana" (em inglês, "Botswana").
Desde sua independência, o país teve governos democráticos e eleições ininterruptas, sem sofrer qualquer golpe de estado. Sua capital é Gaborone, que é também a maior cidade do país.
O presidente Seretse Khama governou o país desde a independência até sua morte, em 1980, sendo sucedido pelo vice, Ketumile Masire. Realiza eleições regulares desde então e é considerado exemplo de estabilidade política no continente. Como um dos países que se opuseram ao regime de segregação racial na África do Sul, foi alvo de incursões do Exército sul-africano, sob acusação de abrigar guerrilheiros do Congresso Nacional Africano. A partir de 1990, as relações bilaterais melhoram, com o fim do apartheid.
Na década de 1980, o produto interno bruto (PIB) cresce à média anual de 10,3%. A seca e a recessão mundial do início dos anos 90 levam o país à depressão econômica e revelam sua dependência da mineração, responsável por 70% das receitas de exportação. Em 1998, após quatro mandatos, o presidente Quett Masire, do Partido Democrático do Botswana (BDP), retira-se da política e é substituído pelo vice, Festus Mogae. O BDP (no poder desde a independência) vence as eleições parlamentares de 1999, e a Assembleia Nacional ratifica Mogae para presidente.
Em março de 2008, ao completar dez anos no poder, Mogae renunciou ao cargo e foi substituído pelo vice-presidente, Ian Khama, filho do primeiro presidente.

## Fronteiras
Faz fronteira com a África do Sul a sul e sudeste, com a Namíbia a oeste e ao norte e com o Zimbábue a nordeste. Sua fronteira com a Zâmbia ao norte, perto de Kazungula, não é bem definida, mas uma curta faixa de aproximadamente 750 metros, ao longo do rio Zambeze, com travessia feita por ferry-boat, é comumente usada para marcar a fronteira com este país.

## Geografia
O relevo de Botsuana é plano e sua superfície é coberta em até 70% pelo deserto de Calaári.

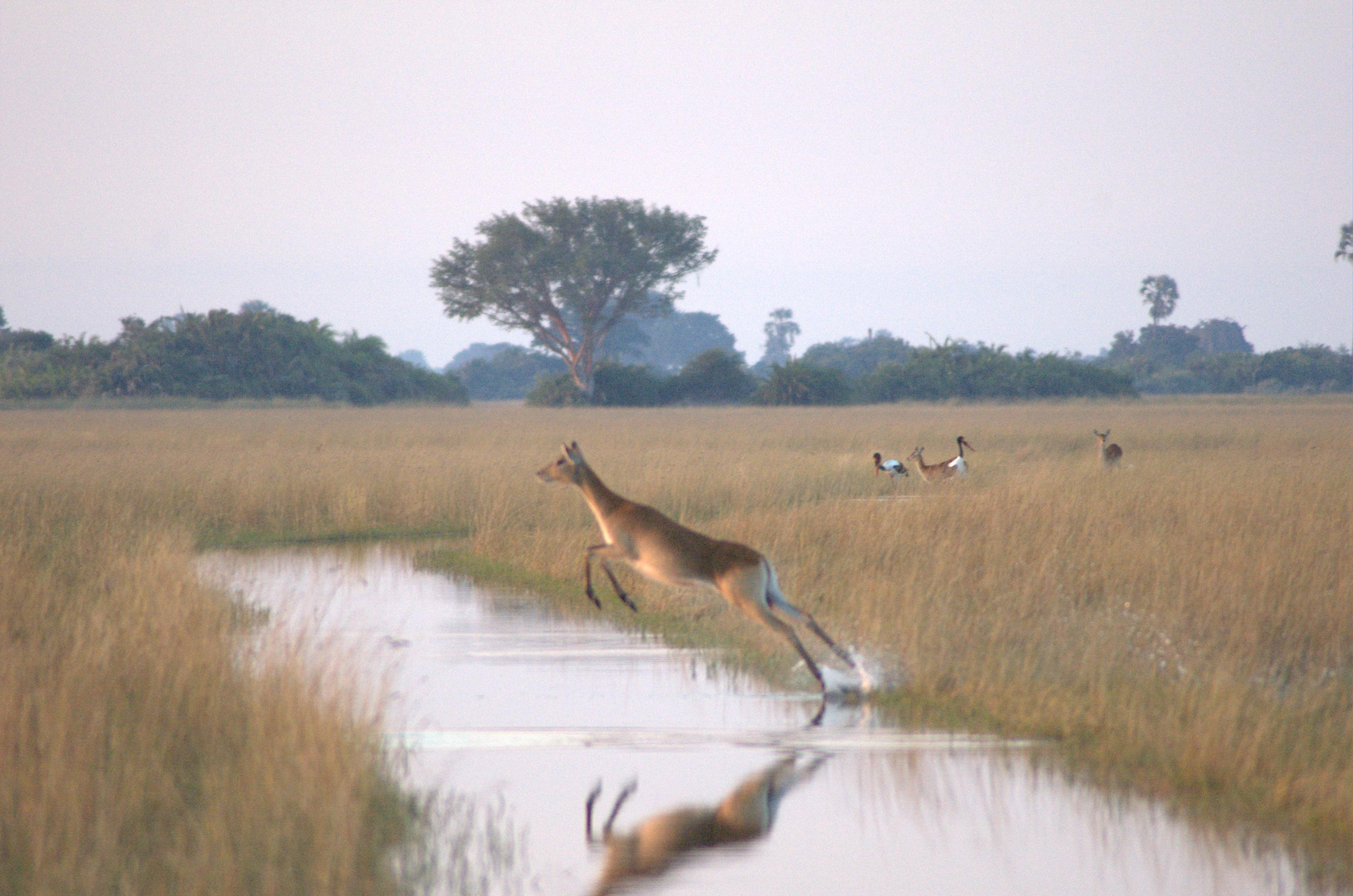
Um cobo-lichi no Delta do Cubango

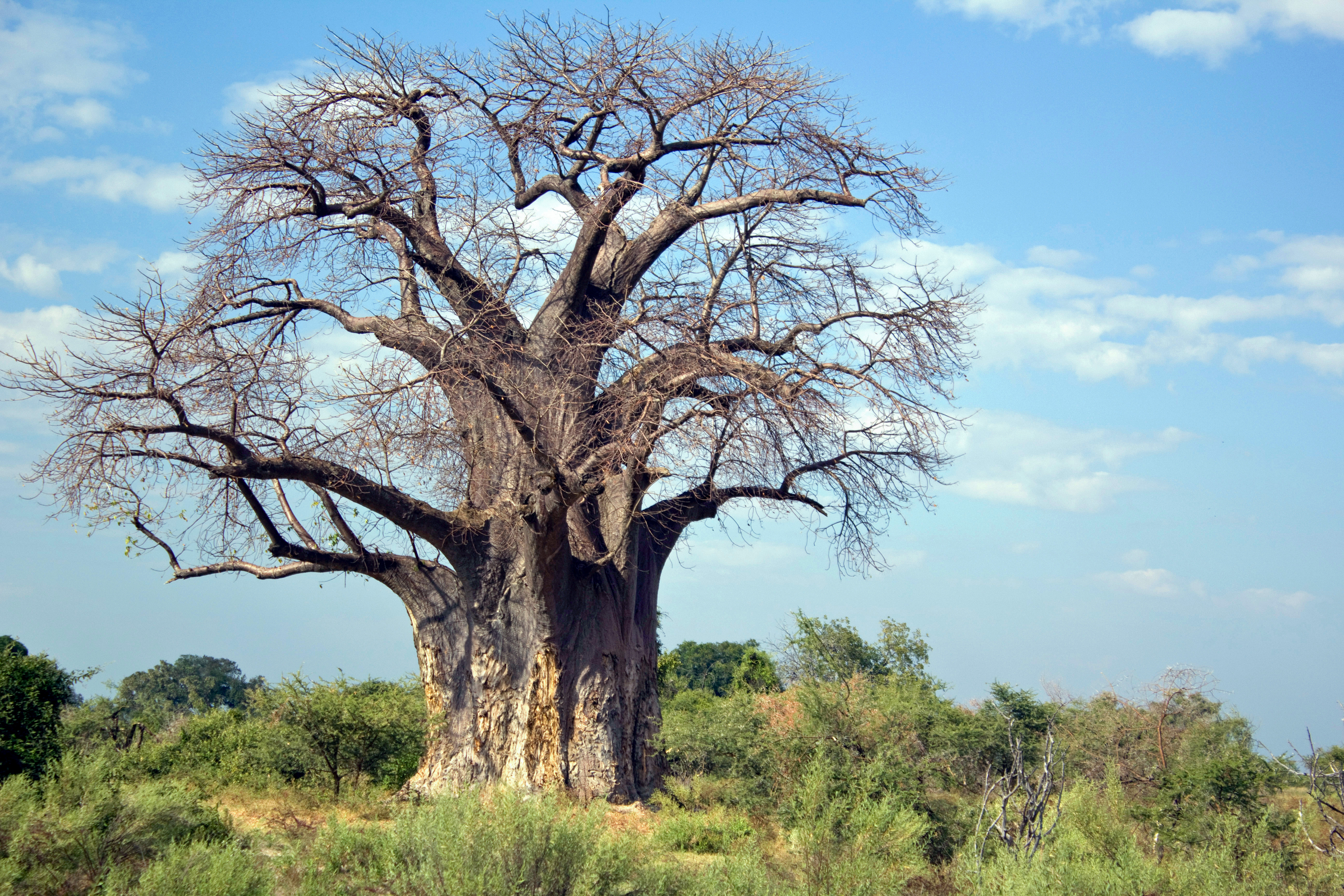
Um baobá em Botswana

O Botswana situa-se numa zona árida do interior da África meridional. É um país bastante plano, ocupado quase por completo por um planalto com altitudes entre os 700 e os 1,2 mil m, aumentando um pouco a rugosidade do terreno na extremidade oriental. O deserto do Calaári ocupa o sudoeste do país, e a norte a depressão de Mababe é parcialmente ocupada pelo delta do Cubango, onde termina o curso do rio Cubango, proveniente da Namíbia. O principal rio é, no entanto, o Limpopo, que constitui parte da fronteira sul, com a África do Sul. É onde este rio abandona o país, na ponta oriental, que se localiza o ponto mais baixo do Botswana, a uma altitude de 513 m. O ponto mais elevado são as Montanhas Tsodilo, que sobem a 1 489 m.
O clima varia de desértico a semiárido, com invernos suaves e verões quentes.

#### Ecologia
Botswana tem diversas áreas protegidas para animais selvagens. Além das áreas do delta e do deserto, existem campos e savanas, onde gnu-azul, antílopes e outros mamíferos e aves são encontradas. O norte do país tem uma das poucas grandes populações remanescentes grandes populações do cão-selvagem-africano, espécie ameaçada de extinção. O Parque Nacional de Chobe, localizado no distrito de Chobe, tem a maior concentração do mundo de elefantes-africanos. O parque abrange cerca de 11 mil km² e abriga cerca de 350 espécies de aves.
O Parque Nacional Chobe e a Reserva de Caça de Moremi (no Delta do Cubango) são importantes destinos turísticos. Outras reservas incluem a Reserva de Caça do Centro do Calaári, localizada no deserto de Calaári, distrito de Ghanzi; Parque Nacional do Salar de Macadicadi e Parque Nacional do Salar de Nxai, no distrito Central. A Reserva de Caça de Mashatu é de propriedade privada, localizada no encontro do rio Shashe com o rio Limpopo, no leste Botswana. A outra reserva de propriedade privada é a Reserva Natural de Mokolodi, perto de Gaborone. Há também santuários especializados como o Santuário Khama Rhino (para rinocerontes) e o Santuário Macadicadi (para flamingos), ambos localizados no distrito Central.

## Demografia

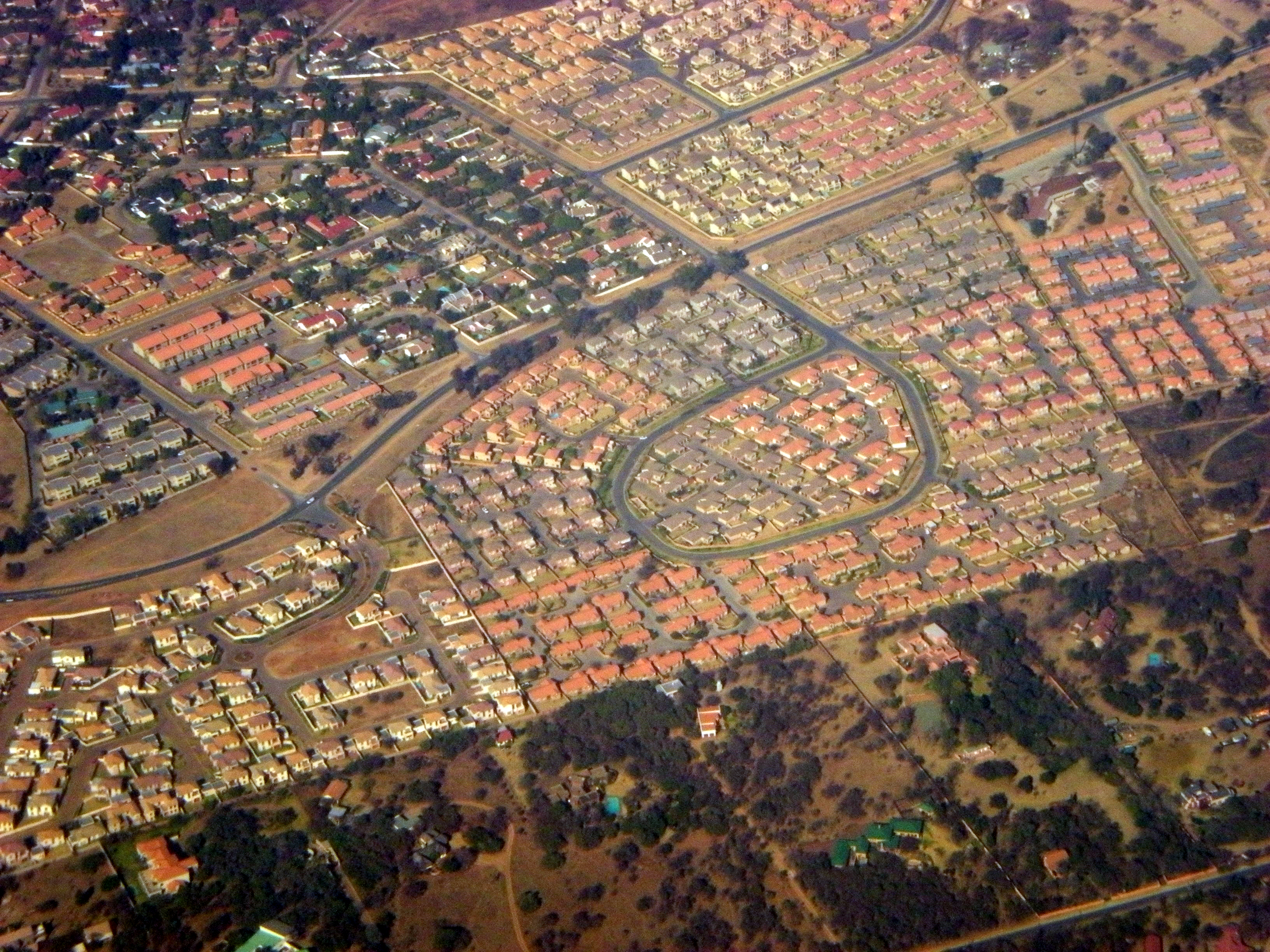
Vista aérea de Gaborone, a capital e maior cidade do país

O Botsuana é um dos países mais escassamente povoados no mundo, sendo habitado por pouco mais de 2 milhões de habitantes
Os principais grupos étnicos do Botswana são (em ordem) os tsuanas, os calangas, os sãs, entre outros. Outros grupos étnicos no Botswana incluem brancos e indianos, que são considerados poucos. A população indiana do Botswana é composta por indiano-africanos de várias gerações que vieram do Quênia, Zâmbia, Tanzânia, Maurício, África do Sul, assim como imigrantes indianos de primeira geração. A população branca é nativa do Botswana ou de outras partes da África incluindo Zimbábue, Zâmbia e África do Sul. A população branca fala inglês ou africâner e compõe 1% da população.
Botswana, assim como a maioria dos países do sul da África, sofre com uma grande taxa de infecção por AIDS, que foi 38,8% para adultos em 2002. Em 2003, o governo começou um programa para erradicar a AIDS. O programa consiste em distribuir remédios baratos ou grátis para reduzir o impacto do vírus sobre a saúde dos infectados.
Quanto à religião, segundo o World Factbook, da CIA, a população dividia-se em 2001 aquando dos últimos censos, de acordo com as suas filiações religiosas da seguinte forma:

#### Religiões
| Religião no Botswana | Religião no Botswana | Religião no Botswana | Religião no Botswana | Religião no Botswana |
| -------------------- | -------------------- | -------------------- | -------------------- | -------------------- |
| Religião             |                      |                      | Percentagem          |                      |
| Protestante          | Protestante          |                      | 62%                  | 62%                  |
| Tradicionais         | Tradicionais         |                      | 23%                  | 23%                  |
| Igreja Católica      | Igreja Católica      |                      | 5%                   | 5%                   |
| Islã                 | Islã                 |                      | 0,3%                 | 0,3%                 |
| Hindu                | Hindu                |                      | 0,15%                | 0,15%                |

Estima-se que 70% dos cidadãos do país se identifiquem como cristãos. Anglicanos, metodistas e membros da Igreja Congregacional dos Estados da África Austral compõem a maioria dos cristãos. Há também congregações de luteranos, batistas, da Igreja Reformada Neerlandesa, menonitas, católicos romanos, Adventistas do Sétimo Dia, mórmons e Testemunhas de Jeová. Em Gaborone, existe um Centro da História Luterana que é aberto ao público.
De acordo com o censo de 2001, o país tem cerca de 5 mil muçulmanos, principalmente da Ásia Austral, 3 mil hindus e 700 baha'is. Cerca de 20% dos cidadãos não seguem uma religião. Os serviços religiosos são bem atendidos nas áreas rurais e urbanas.

#### Idiomas
A língua oficial é o inglês, embora a língua tsuana seja amplamente falada em todo o país. Em tsuana (como nas outras línguas bantas — ao contrário do que ocorre com as línguas na maior parte do mundo — a flexão linguística é feita principalmente por prefixos. Estes incluem bo, que se refere a país, ba, que designa o plural, mo, que designa o singular e se, utilizado para designar os nomes de línguas. O principal grupo étnico do país são os tsuanas, daí o nome Botswana. Os tsuanas são os batswana, um tsuana é um motswana e a língua que falam é setswana. Outras línguas faladas no Botswana incluem calanga (sekalanga), sarua (sesarwa), andebele setentrional, ǃxóõ e, em algumas regiões, o africâner.

## Governo e política

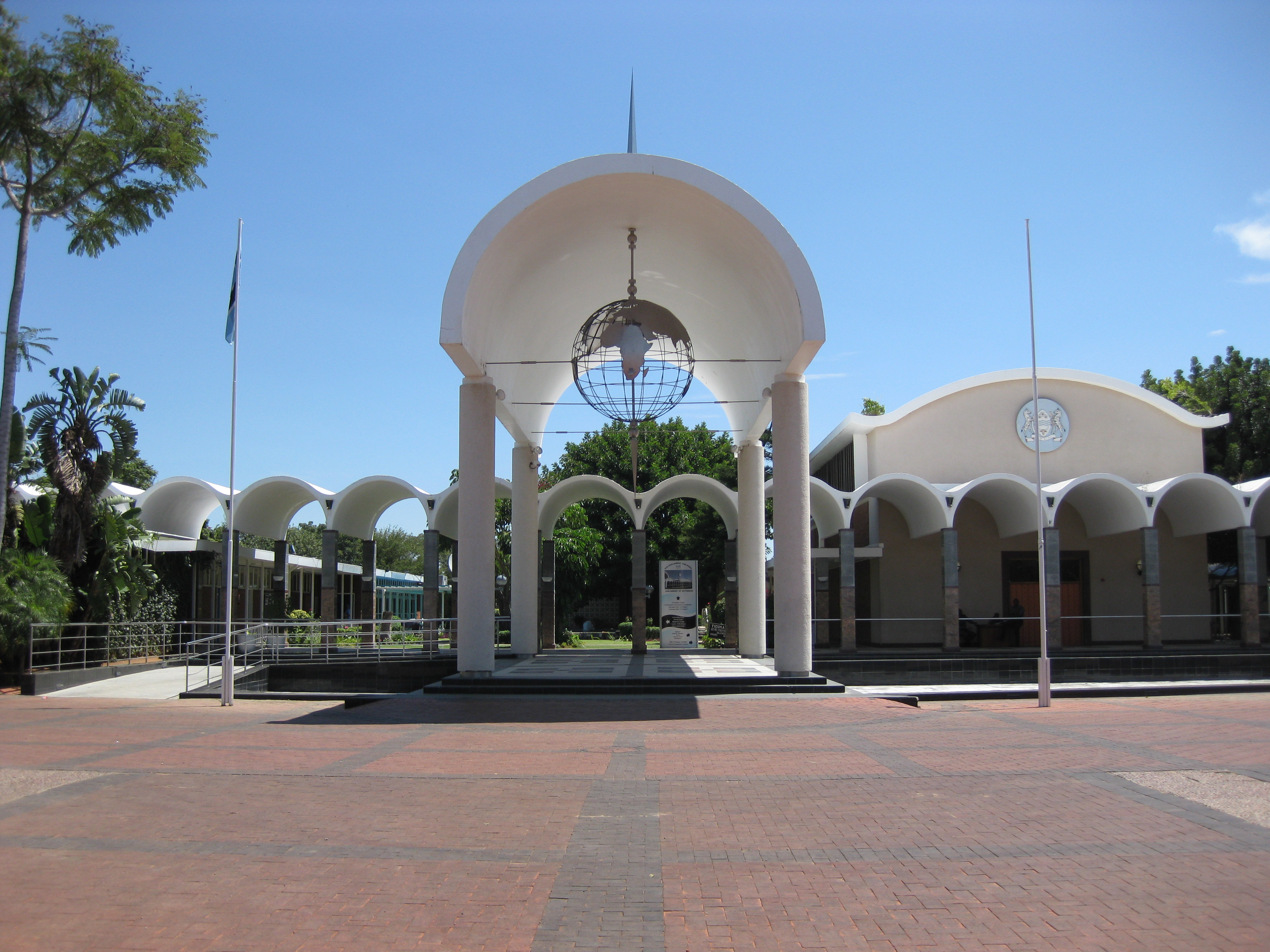
Assembleia Nacional de Botswana

O Botswana é governado pela constituição em vigor desde 30 de setembro de 1966. O sistema de governo adotado no país é a república presidencialista. O poder executivo é exercido pelo presidente e pelo vice-presidente, ambos eleitos por voto indireto para um mandato de cinco anos. O gabinete nomeado pelo presidente é composto de 17 ministérios, na qual os ministros auxiliam o presidente e seu vice na administração do país. O chefe de estado e de governo é o atual presidente, Mokgweetsi Masisi.
O poder legislativo é bicameral, exercido pela Assembleia dos Chefes, composta de 15 membros (chefes tribais, subchefes e membros associados), que assessora o governo, e pela Assembleia Nacional, composta de 63 membros, eleitos por voto popular direto para um mandato de cinco anos.
O poder judiciário é independente do executivo e do legislativo, sendo exercido pelas seguintes instâncias: Corte Alta, Corte de Apelação e Cortes dos Magistrados (uma em cada distrito). Constitui-se por um sistema judicial típico do direito anglo-saxão. O Tribunal Superior é um tribunal com jurisdição original ilimitada para o julgamento de casos criminais, civis ou constitucionais ao abrigo de qualquer lei. O Chefe do Tribunal Superior é o Chefe de Justiça. [64] Os juízes são nomeados pelo Presidente do Botswana sob recomendação da Comissão de Serviços Judiciais.
Os partidos políticos são o Movimento da Aliança do Botswana (BAM), o Partido do Congresso do Botswana (BCP), o Partido Democrático do Botswana (BDP), o Frente Nacional do Botswana (BNF), o Partido Popular do Botswana (BPP), o Movimento do Botswana e a Frente Neodemocrática (NDF).

#### Relações internacionais e forças armadas

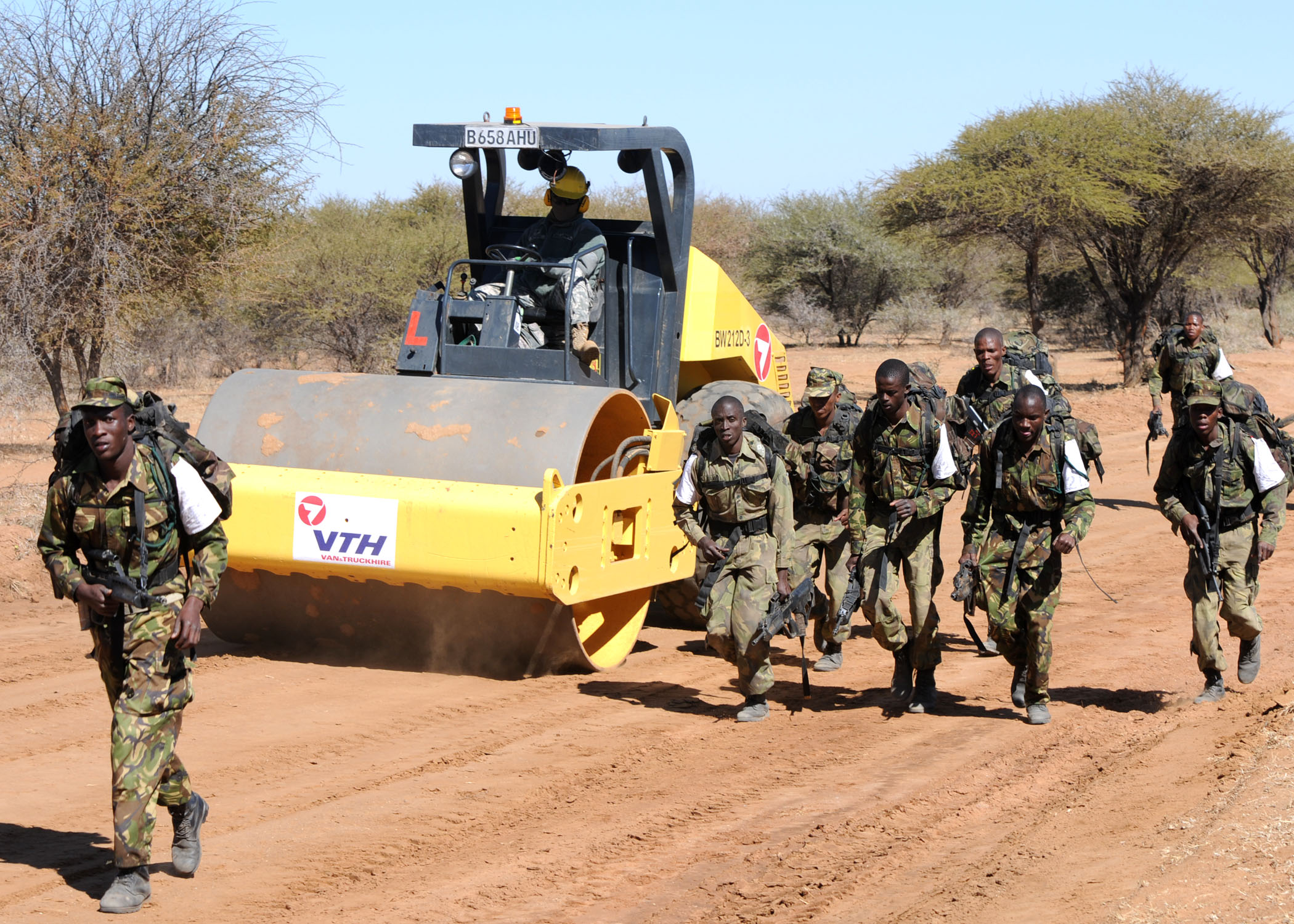
Soldados das forças armadas melhorando uma estrada

O Botsuana é país membro da União Africana, da Comunidade para o Desenvolvimento da África Austral, da Comunidade de Nações e das Nações Unidas. 
Na época da independência, Botswana não tinha forças armadas. Foi só depois que militares rodesianos e sul-africanos atacarem o Exército Revolucionário do Povo do Zimbabwe e a Lança da Nação, que as bases da Força de Defesa do Botswana (BDF) foram formadas em 1977. O presidente é o comandante-em-chefe das forças armadas e nomeia um conselho de defesa. As forças do país possuem aproximadamente 12 mil membros.[carece de fontes?]
Após mudanças políticas na África do Sul e na região, as missões da BDF têm cada vez mais centrada na prevenção da caça furtiva, na preparação para catástrofes e de manutenção da paz estrangeira. Os Estados Unidos tem sido o maior contribuinte estrangeiro para o desenvolvimento das forças de Botswana e um grande segmento de seu corpo de oficiais receberam treinamento dos norte-americanos. Considera-se uma instituição apolítica e profissional. O governo local deu aos Estados Unidos permissão para explorar a possibilidade de estabelecer uma base do AFRICOM no país.[carece de fontes?]

#### Direitos humanos
O Centro de Direitos Humanos de Botswana, Ditshwanelo, foi estabelecido em 1993. A pena capital no Botswana inclui a pena de morte por enforcamento, sendo um dos 36 países no mundo onde este processo é legalmente permitido e está em prática.
Em relação às minorias étnicas, muitos da etnia sãs (também chamados de bosquímanos) foram realocados à força de suas terras para reservas, entre 2013 e 2014. Para fazer com que eles se mudassem, eles não tiveram acesso à água em suas terras e foram presos se caçassem, que era sua principal fonte de alimento. Suas terras ficam no meio do campo de diamantes mais rico do mundo. Oficialmente, o governo nega que haja qualquer ligação com a mineração e afirma que a realocação é para preservar a vida selvagem e o ecossistema, embora o povo sã tenha vivido de forma sustentável na terra por milênios.
Até junho de 2019, os atos homossexuais, bem como quaisquer práticas relacionas à homossexualidade, eram ilegais no Botswana. Uma decisão do Tribunal Superior do Botswana, datada de 11 de junho daquele ano, anulou as disposições do Código Penal que puniam a homossexualidade com sanções penais. No Código Penal do país, o ato era punido utilizando-se da previsão legal sobre "conhecimento carnal de qualquer pessoa contra a ordem da natureza" e "atos de indecência grosseira". Isto tornou o Botswana um dos vinte e dois países africanos a ter descriminalizado ou legalizado atos homossexuais.

## Subdivisões
O Botswana divide-se em 9 distritos:
| 1. Central 2. Ghanzi 3. Kgalagadi 4. Kgatleng 5. Kweneng 6. Nordeste 7. Noroeste 8. Sudeste 9. Sul |

## Economia

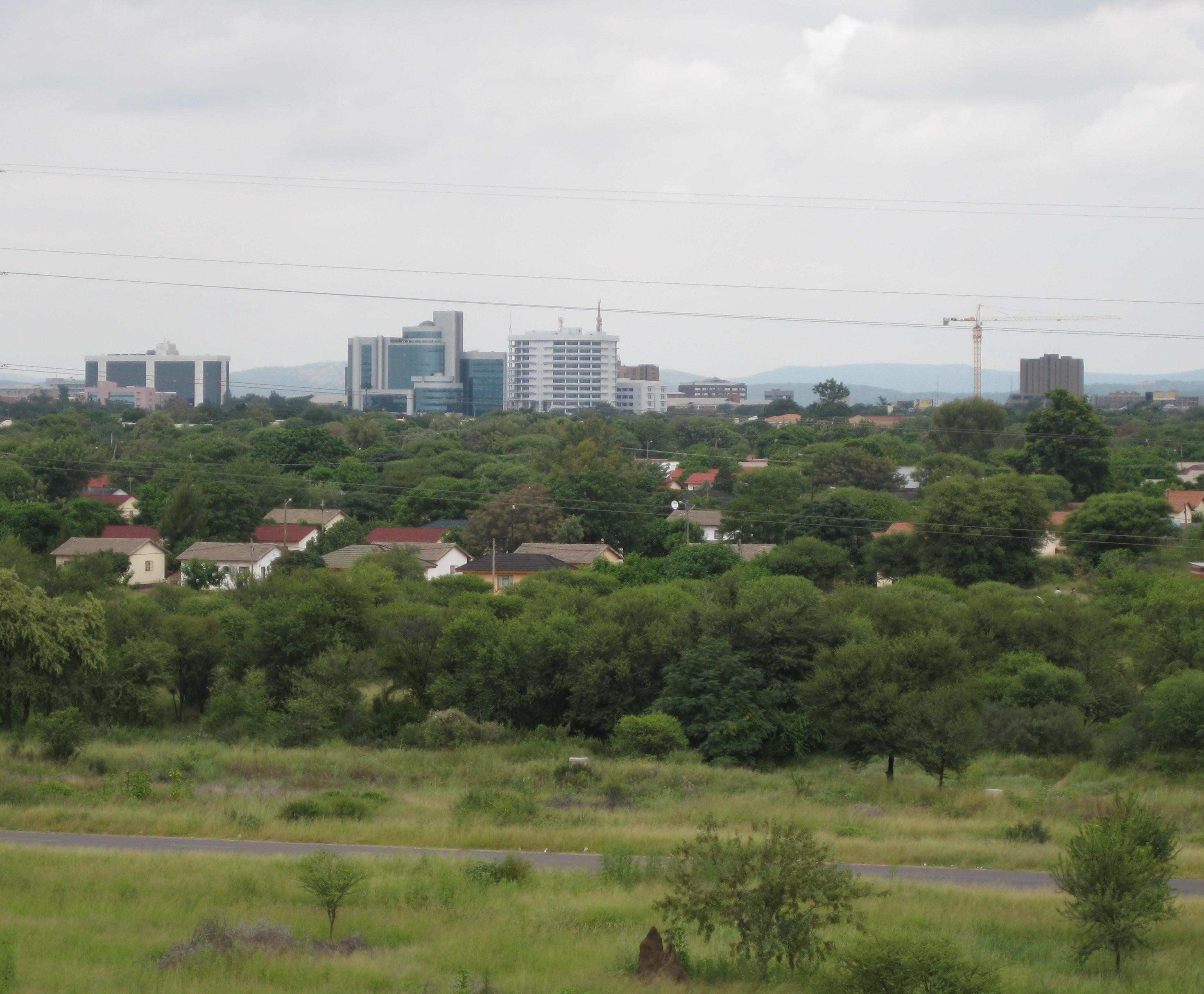
Vista do centro financeiro da capital

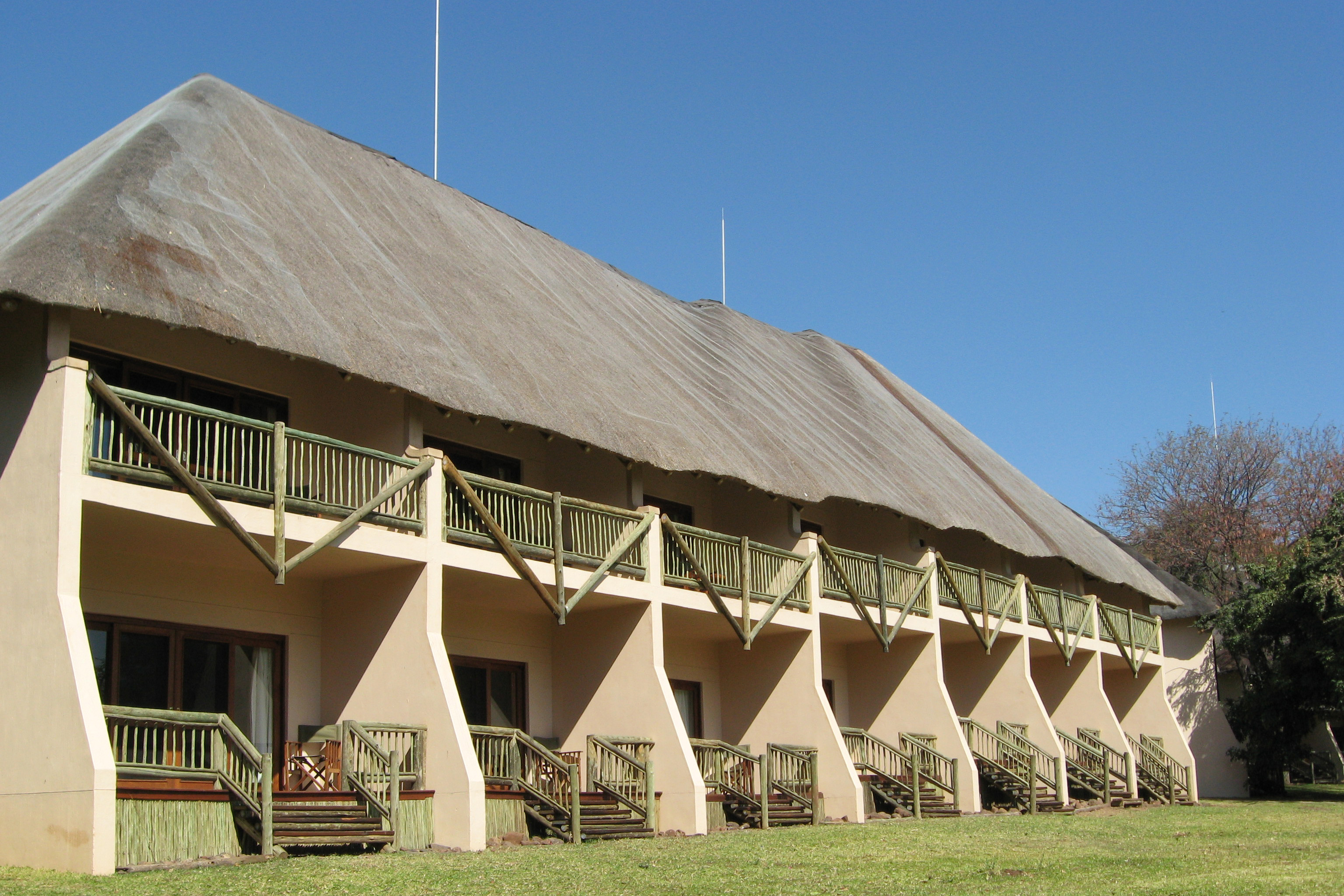
Pousada em Kasane.

Quando conquistou a independência do Reino Unido, em 1966, a nação era a segunda mais pobre do mundo, com um PIB per capita de cerca de 70 dólares por ano. Desde então, o Botsuana transformou-se numa das economias de mais rápido crescimento no continente, com um PIB per capita de cerca de 16,4 mil dólares em 2013, um alto rendimento nacional bruto, o quarto maior da África, dando ao país um padrão de vida modesto.
Desde sua independência, a economia de Botswana tem mantido uma das mais altas taxas de crescimento do mundo: entre 1966 e 1999, por exemplo, o país cresceu em média 9% ao ano. Apesar de um ligeiro decréscimo nos últimos anos, ainda assim seu crescimento entre 2006 e 2007 foi de 4,7%, transformando-se em uma economia de nível intermediário, superior em renda per capita a muitos outros países em desenvolvimento. A sua dívida externa é pequena, US$ 513 milhões em 2007.
A história de crescimento econômico de Botswana em relação aos seus vizinhos africanos teve seu início quando o governo decidiu usar o rendimento gerado pela exploração de diamantes para abastecer o desenvolvimento econômico com as políticas fiscais prudentes e uma política estrangeira cautelosa.[carece de fontes?] O país atualmente é o maior produtor de diamantes do mundo.
Debswana é a única companhia de mineração de diamante que opera em Botswana e 50% de suas ações estão nas mãos do Estado e corresponde a metade de todo o rendimento do Estado.
Embora Botswana tenha crescido em um ritmo altíssimo por décadas e ainda cresça, mas com menos intensidade, o seu povo é duramente castigado pela AIDS, aproximadamente um em três habitantes de Botswana tem o HIV, fato que coloca a expectativa de vida do país na pior posição no ranking mundial. O governo reconhece que a AIDS afeta negativamente a economia e está tentando combater a epidemia de todas as formas possíveis.[carece de fontes?]
Botswana tem despesas militares elevadas (de aproximadamente 4% do PIB em 2004). Alguns críticos internacionais consideram estes gastos desnecessários dada a probabilidade baixa de conflito internacional ou mesmo nacional; entretanto, o governo de Botswana emprega suas tropas em operações multilaterais de auxílio.[carece de fontes?]

## Infraestrutura

#### Transportes
O Botsuana tem 971 quilômetros de linhas ferroviárias, 18 482 quilômetros de estradas rodoviárias e 92 aeroportos, dos quais 12 têm pistas pavimentadas. A rede de estradas pavimentadas projetadas foi quase totalmente construída desde a independência em 1966. A companhia aérea nacional é a Air Botswana, que voa internamente e para outros países da África. A Botswana Railways é a companhia ferroviária nacional que constitui um elo crucial nos sistemas ferroviários regionais da África Austral, oferecendo logística de transporte ferroviário para transportar uma variedade de mercadorias para o setor de mineração e indústrias primárias, serviços de trens de passageiros e portos secos.

#### Energia
Em termos de infraestrutura de energia no Botsuana, o país produz carvão para eletricidade e o petróleo é importado para o país. Recentemente, o país se interessou muito por fontes de energia renovável e concluiu uma estratégia abrangente que atrairá investidores das indústrias de energia renovável eólica, solar e de biomassa. As centrais elétricas de Botsuana incluem a Usina Morupule B (600 MW), a Usina Morupule A (132 MW), a Usina Orapa (90 MW), a Usina Phakalane (1,3 MW) e a Usina Mmamabula (300 MW). Uma usina solar de 200 MW está em fase de planejamento e projetada pelo Ministério de Recursos Minerais, Tecnologia Verde e Segurança Energética.

## Saúde
O Ministério da Saúde do Botswana é o órgão responsável pela administração, supervisão da qualidade e distribuição dos cuidados de saúde em todo o país. O sistema de saúde de Botsuana vem melhorando e expandindo constantemente sua infraestrutura para se tornar mais acessível. A posição do país como um país de renda média alta permitiu que eles avançassem no acesso universal à saúde para grande parte da população. A maioria dos 2,3 milhões de habitantes de Botsuana agora vive a menos de cinco quilômetros de uma unidade de saúde. Como resultado, as taxas de mortalidade infantil e materna estão em declínio constante. A melhoria da infraestrutura de saúde do país também se refletiu em um aumento da expectativa média de vida desde o nascimento, com quase todos os nascimentos ocorrendo em unidades de saúde.
A esperança de vida era de 65,6 anos em 2022, com os homens vivendo, em média, 63,6 anos, enquanto a expectativa de vida para as mulheres era de 67,7 anos de idade. Em 2022, a taxa de mortalidade infantil foi de 25,18 mortes por 1 000 nascidos vivos e a taxa de natalidade registrada ficou em 20,28 nascimentos a cada 1 000 pessoas. O governo do país investe 6,1% de seu PIB na área da saúde, muito embora a densidade de médicos seja baixa: apenas 0,53 para cada 1 000 habitantes. Em 2013, o número de leito para cada 1 000 habitantes também era baixo (1,8). A taxa de prevalência da obesidade é de 18,9% da população adulta (dados de 2016), além de que 19,4% da população consome tabaco.
Apesar de sua estabilidade política e relativa prosperidade socioeconômica, o país está entre os mais atingidos pela epidemia do HIV/AIDS, sendo estimado que cerca de um quarto da população local seja soropositiva.
O acesso aos cuidados de saúde não aliviou todas as preocupações de saúde do país porque, como muitos países da África Subsaariana, Botsuana ainda está lutando contra altas taxas de HIV/AIDS e outras doenças infecciosas. Em 2020, cerca de 19,9% da população estava infectada com HIV/AIDS.

## Cultura

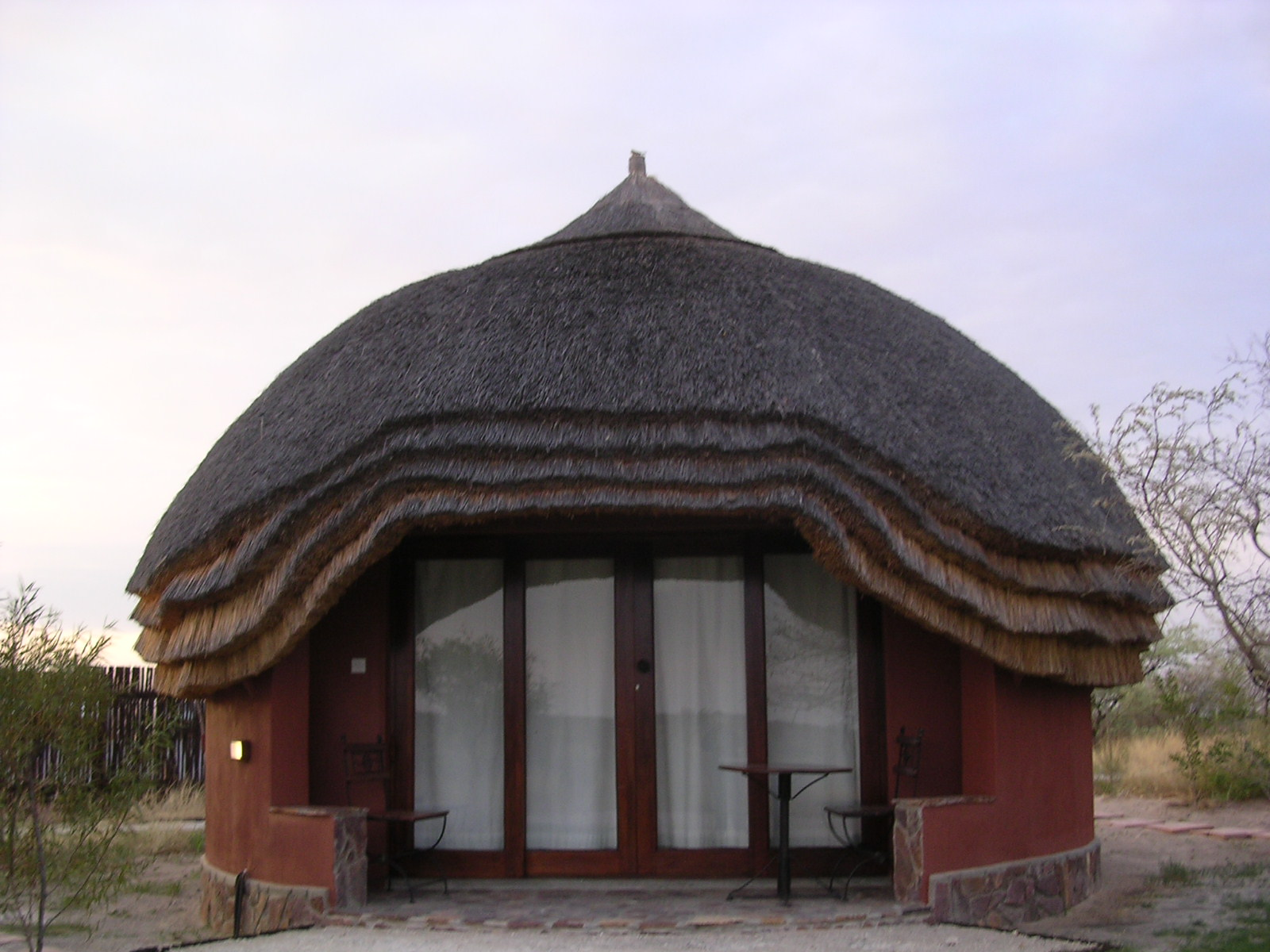
Um rondavel próximo ao deserto de Calaári

Além de ser usado para se referir à segunda língua mais falada pelos habitantes, "setswana" é o termo utilizado para descrever a cultura do Botswana.

#### Feriados
| Data                                                               | Nome em português        | Nome em setswana       |
| ------------------------------------------------------------------ | ------------------------ | ---------------------- |
| 1 de Janeiro                                                       | Dia de Ano Novo          | Ngwaga o mosha         |
| 2 de Janeiro                                                       | Feriado Público          |                        |
| Data móvel                                                         | Sexta-Feira Santa        | Labotlhano yo o molemo |
| Data móvel                                                         | Segunda-feira de Páscoa  |                        |
| Data móvel                                                         | Dia da Ascensão          | Tlhatlogo              |
| 1 de Julho                                                         | Dia de Sir Seretse Khama |                        |
| 19 de Julho                                                        | Dia do Presidente        |                        |
| 20 de Julho                                                        | Feriado Público          |                        |
| 30 de Setembro                                                     | Dia da Independência     | Boipuso                |
| 25 de Dezembro                                                     | Natal                    | Keresemose             |
| 26 de Dezembro/27 de Dezembro                                      | Boxing Day               |                        |
| Nota: A primeira Segunda-feira do ano também é um feriado público. |                          |                        |